# Rhyacophila viquaea
Rhyacophila viquaea är en nattsländeart som beskrevs av Milne 1936. Rhyacophila viquaea ingår i släktet Rhyacophila och familjen rovnattsländor. Inga underarter finns listade i Catalogue of Life.